# Voile aux Jeux olympiques de 1920
Navigation
Stockholm 1912 Paris 1924
Aux Jeux olympiques d'été de 1920 à Anvers, quatorze manifestations de régates de voile ont été concourues, une augmentation importante par rapport aux quatre épreuves lors des précédents Jeux de 1912.
Une seule épreuve réunira plus de trois partants, et dans ce cas, les trois hommes du bateau belge termineront quatrième et seront les seuls à ne pas gagner une médaille dans l'une des quatorze épreuves.
Les courses ont eu lieu au large de la côte d'Ostende.

## Participants
Un total de 101 athlètes issus de 6 nations participèrent aux épreuves.
- Belgique (14)
- France (3)
- Royaume-Uni (6)
- Pays-Bas (8)
- Norvège (59)
- Suède (11)

## Tableau des médailles
| Rang | Nation      | Or | Argent | Bronze | Total |
| ---- | ----------- | -- | ------ | ------ | ----- |
| 1    | Norvège     | 7  | 3      | 1      | 11    |
| 2    | Pays-Bas    | 2  | 1      | 0      | 3     |
| 2    | Suède       | 2  | 1      | 0      | 3     |
| 4    | Royaume-Uni | 2  | 0      | 0      | 2     |
| 5    | Belgique    | 1  | 1      | 1      | 3     |
| 6    | France      | 0  | 1      | 0      | 1     |

## Voiliers olympiques
Les séries vont du plus petit dériveur, le dinghy international 12 pieds de 3,70 m, au 12 m Jauge internationale de plus de 23 m.

Dinghy International 12' - 6.5m SI - Skerry Cruiser 30 et 40 m de Jauge suédoise - Jauge internationale de 6 à 12 m JI aux règles de 1907 et 1919

## Résultats
| Epreuve                                                      | Or | Argent                                                                             | Bronze |
| ------------------------------------------------------------ | --- | ---------------------------------------------------------------------------------- | --- |
| Dériveur 12 pieds                                            | Pays-Bas Beatrijs III Johan Hin Cornelis Hin Frans Hin | Pays-Bas Boreas Arnoud van der Biesen Petrus Beukers                               | aucun |
| Dériveur 18 pieds                                            | Royaume-Uni Brat Francis Richards Thomas Hedberg | aucun                                                                              | aucun |
| Classe 30 m2                                                 | Suède Kullan Gösta Lundqvist Rolf Steffenburg Gösta Bengtsson                                                                                                   | aucun                                                                              | aucun |
| Classe 40 m2                                                 | Suède Sif Tore Holm Yngve Holm Axel Rydin Georg Tengwall | Suède Elsie Gustaf Svensson Ragnar Svensson Percy Almstedt Erik Mellbin            | aucun |
| 6 mètres classe 1907                                         | Belgique Edelweiß Emile Cornellie Florimond Cornellie Frédéric Bruynseels                                                                                       | Norvège Marmi Ejnar Torgensen Andreas Knudsen Leif Erichsen                        | Norvège Stella Henrik Agersborg Trygve Pedersen Einar Berntsen                                            |
| 6 mètres classe 1919                                         | Norvège Jo Andreas Brecke Paal Kaasen Ingolf Rød | Belgique Tan-Fe-Pah Léon Huybrechts Charles van den Bussche John Klotz             | aucun |
| 6,5 mètres SI (série internationale) Jauge « chemin de fer » | Pays-Bas Oranje Johan Carp Petrus Wernink Bernard Carp | France Rose Pompon Albert Weil Félix Picon Robert Monier                           | aucun |
| 7 mètres                                                     | Royaume-Uni Ancora William Maddison Dorothy Wright Robert Coleman Cyril Wright                                                                                  | Norvège Fornebo Johan Faye Christian Dick Sten Abel Niels Neilsen                  | aucun |
| 8 mètres classe 1907                                         | Norvège Irene Carl Ringvold Thorleif Holbye Tellef Wagle Kristoffer Olsen Alf Jacobsen                                                                          | aucun                                                                              | aucun |
| 8 mètres classe 1919                                         | Norvège Sildra Magnus Konow Reidar Marthiniussen Ragnar Vik Thorleif Christoffersen                                                                             | Norvège Lyn Jens Salvesen Lauritz Schmidt Finn Schiander Nils Thomas Ralph Tschudi | Belgique Antwerpia V Albert Grisar Willy de l'Arbre Léopold Standaert Henri Weewauters Georges Hellebuyck |
| 8,5 mètres (voir 6.5m SI)                                    | Pas de participant | Pas de participant                                                                 | Pas de participant                                                                                        |
| 9 mètres classe 1907                                         | Pas de participant | Pas de participant                                                                 | Pas de participant                                                                                        |
| 10 mètres classe 1907                                        | Norvège Eleda Erik Herseth Sigurd Holter Ingar Nielsen Ole Sørensen Petter Jamvold Gunnar Jamvold Claus Juell                                                   | aucun                                                                              | aucun |
| 10 mètres classe 1919                                        | Norvège Mosk II Charles Arentz Willy Gilbert Robert Giertsen Arne Sejersted Halfdan Schjøtt Trygve Schjøtt Otto Falkenberg                                      | aucun                                                                              | aucun |
| 12 mètres classe 1907                                        | Norvège Atlanta Henrik Østervold Jan Østervold Ole Østervold Hans Næss Halvor Møgster Halvor Birkeland Rasmus Birkeland Kristian Østervold Lauritz Christiansen | aucun                                                                              | aucun |
| 12 mètres classe 1919                                        | Norvège Heira II Johan Friele Olaf Ørvig Arthur Allers Christen Wiese Martin Borthen Egill Reimers Kaspar Hassel Thor Ørvig Erik Ørvig                          | aucun                                                                              | aucun |